# Neda Gačnik
Neda Gačnik Čebulj, nekdanji slovenski fotomodel in učiteljica, * 1980
Leta 1999 je kot študentka iz Ljubljane osvojila naslov Miss Slovenije 1999.
Magistrirala je na Pedagoški fakulteti v Ljubljani. Dela kot osnovnošolska učiteljica.

## Zasebno
S prvim možem, gostincem, se je razšla. Z Žigo Čebuljem ima dve hčeri.